# Lukovištia
Lukovištia – wieś (obec) na Słowacji położona w kraju bańskobystrzyckim, w powiecie Rymawska Sobota. Pierwsze wzmianki o miejscowości pochodzą z roku 1407. 
Według danych z dnia 31 grudnia 2012, wieś zamieszkiwały 192 osoby, w tym 94 kobiety i 98 mężczyzn.
W 2001 roku rozkład populacji względem narodowości i przynależności etnicznej wyglądał następująco:
- Słowacy – 95,74%
- Czesi – 2,66%
- Romowie – 1,06%
- Węgrzy – 0,53%

Ze względu na wyznawaną religię struktura mieszkańców kształtowała się w 2001 roku następująco:
- Katolicy rzymscy – 52,66%
- Grekokatolicy – 0,53%
- Ewangelicy – 32,98%
- Ateiści – 12,23%